# Хас-Батор
Хас-Батор (монг. Хасбаатар; 1884 — сентябрь 1921) — военный деятель Монгольской народной революции. Происходил из монголов-дауров рода говол.

## Биография
После национальной революции Хас служил войсковым ламой в войсках, сражавшихся против китайцев на восточной границе, где заслужил титул «батор». За заслуги Богдо-гэгэн VIII назначил Хас-Батора цорджи столичного монастыря Гандантэгченлин. В марте 1921 года примкнул к революционным группам на севере страны, включился в революционную работу, вступив в Народную партию. Вербовал партизан, состоял войсковым ламой 1-го революционного отряда, затем командовал 3-м полком МНА при взятии занятого гаминами Алтан-Булака. 18 марта. Через советскую территорию был переправлен в Западную Монголию, где с мая по сентября 1921 года руководил работой по созданию Кобдоского краевого комитета МНП, а в июне — краевого правительства.
В конце августа-начале сентября 1921 года 22-й отряд особого назначения, состоящий из монгольских партизан и бойцов Красной Армии под командованием Хас-Батора и К. К. Байкалова, вёл борьбу против войск Бакича и Кайгородова в районах Арлын-Хоя, Ачит-Нуура, Намирын-хурэ, Усан-Хоолоя и Шара-Нура. 10 сентября отряд был окружён 3 тыс. белых в монастыре Саруул-гун-хурэ в районе озера Толбо-Нуур. На третий день осады Хас-Батор попытался выйти из кольца окружения вместе с несколькими солдатами, однако был схвачен разъездом из отряда Кайгородова. На допросе Хас-Батор сообщил о цели его командировки в Западную Монголию, а также указал, что в Байрам-хурэ возле Улангома им было закопано до двух пудов серебра, несколько тысяч патронов к пулемёту и до сотни ручных гранат. Хас-Батора перевезли в Кобдо, а через несколько дней он был расстрелян (либо зарублен).
Такова неофициальная версия. По данным потомков Хас-Батора, по легенде его ближайших родственников история фактического предательства была связана с близко знакомой женщиной, которая знала эту военную тайну и несправившись с пытками предала всех. Из-за этой истории люди сравнивали поступок Хас-Батора с поступком сына Цогто-тайджи Арслан-тайджи, который предал свой народ за женские прелести, и за что был казнён собственным отцом. Хас-Батора называли хара лама, то есть чёрный лама. Чёрными ламой называли в то время шаманов перешедших в буддизм. Хас-Батор являлся прямым потомком Абатай-хана (1534—1586), распространителя буддизма в Монголии, основателя монастыря Эрдэни-Дзу, прадеда первого Богдыхана Дзанабадзара (1635—1723). Хас-Батор считался перерожденцем Абатай сайн хана. Абатай-хан был одним из последних ханов, который наряду с Бату-Мункэ Даян-хан (1464—1517/1543), Алтан-хан [Анда] (1507—1582) и Лигдэн-ханом (1592—1634) успешно боролся за объединение Монголии.

## Дань памяти
- Улица Хас-Батора (Хасбаатарын гудамж) располагается в столице страны, в районе Сухэ-Батора.
- «Три узла» («Гурван зангилаа») — исторический роман Ж. Пурэва о Хас-Баторе, впервые изданный в 1972 году.